# Hansa Rostock
Hansa Rostock er en tysk fodboldklub, der i øjeblikket ligger i landets andenbedste række, 2. Liga. Klubben er den blandt de 5 østtyske klubber, der har prøvet kræfter med Bundesligaen siden Murens fald (de andre fire er Energie Cottbus, Dynamo Dresden,  VfB Leipzig og 1. FC Union Berlin), og så klart den, der har klaret sig bedst af disse.

## Historie
Klubben opstod i 1965, da fodboldafdelingen af sportsklubben SC Empor Rostock brød ud. Navnet "Hansa" blev taget pga. Rostocks glorværdige fortid som hansestad. I 70'erne og 80'erne var klubben stort set hele tiden at finde i den bedste østtyske række. I 1991 vand klubben sit første østtyske mesterskab, og det var samtidig sidste gang, at det østtyske mesterskab blev afholdt. Derfor fik klubben også lov til at deltage i den nye samlede Bundesliga (sammen med Dynamo Dresden) i sæsonen 1991/1992, men man kunne ikke klare konkurrencen og rykkede ud.
I 1995 kom klubben dog tilbage med fornyet styrke, og det lykkedes at holde sig oppe i 10 år, men pga. placeringe i øst havde klubben økonomiske vanskeligheder, og derfor solgte klubben flere profiler. Så i 2005 måtte man sande, at den stod på 2. Bundesliga igen. I 2007 sikrede klubben sig igen avancement til Bundesligaen, men måtte forlade ligaen efter en enkelt sæson. I 2010 måtte holdet se sig degraderet til tredjebedste niveau.

## Resultater

### Titler
Østtysk mester
- Vinder (1): 1991
- Sølv (4): 1962, 1963, 1964, 1968

## Kendte spillere
- Joachim Streich
- Carsten Jancker
- Marko Rehmer
- Oliver Neuville
- Marcus Allbäck
- Jari Litmanen

## Danske spillere
- Rasmus Thellufsen (2019-2020)
- David Rasmussen (2004-2005)
- Thomas Rasmussen (2003-2005)
- Martin Retov (2008-2011)
- Sebastian Svärd (2009)